# Sunčeva peć
Sunčeva peć je struktura koja koristi energiju Sunčeve svjetlosti da bi stvorile visoke temperature, obično za industrijske potrebe. To se obično ostvaruje sa zakrivljenim ogledalima (ili mrežom ogledala), najčešće parabolična zrcala, koja koncentriraju sunčevu energiju u žarište, gdje se stvaraju visoke temperature, čak i do 3 500 °C. Takve visoke temperature se mogu iskoristiti za dobivanje električne energije, za topljenje čelika, za proizvodnju vodika ili nanomaterijala.
Najveća Sunčeva peć se nalazi u mjestu Odeillo, u francuskom dijelu Pirineja, koja je puštena u pogon 1970. Ta peć koristi mrežu ravnih ogledala, koja fokusiraju Sunčevu svjetlost u žarište i može dostići temperature i do 3 500 °C. Pirineji su odabrani jer imaju i do 300 sunčanih dana u godini.
Jedan prototip Schefflerovog reflektora je konstruiran u Indiji i koristi se kao krematorij. Reflektor ima 50 m2, a može stvoriti temperature i do 700 °C, čime može zamijeniti 200-300 kg ogrjevnog drva, koje inače koristi krematorij.